# Medvěd brýlatý
Medvěd brýlatý (Tremarctos ornatus), kterému se někdy říká andský medvěd, je jediný jihoamerický druh medvěda. Dosahuje spíše menší velikosti. V kohoutku měří 70–90 cm, délka těla činí 130–210 cm, ocas je kratší než 10 cm. Pohlavní dimorfismus je výrazný: samec váží 100–200 kg, zatímco samice jen 60–80 kg. Jeho rodové jméno (Tremarctos) je odvozeno od bílé srsti okolo očí, díky které vypadá, jako kdyby nosil brýle. Ornatus v latině znamená „ornament“ nebo „ozdoba“ a lze takto nazvat veškerou medvědovu bílou výzdobu na jeho jinak černé srsti.

## Výskyt, hrozby

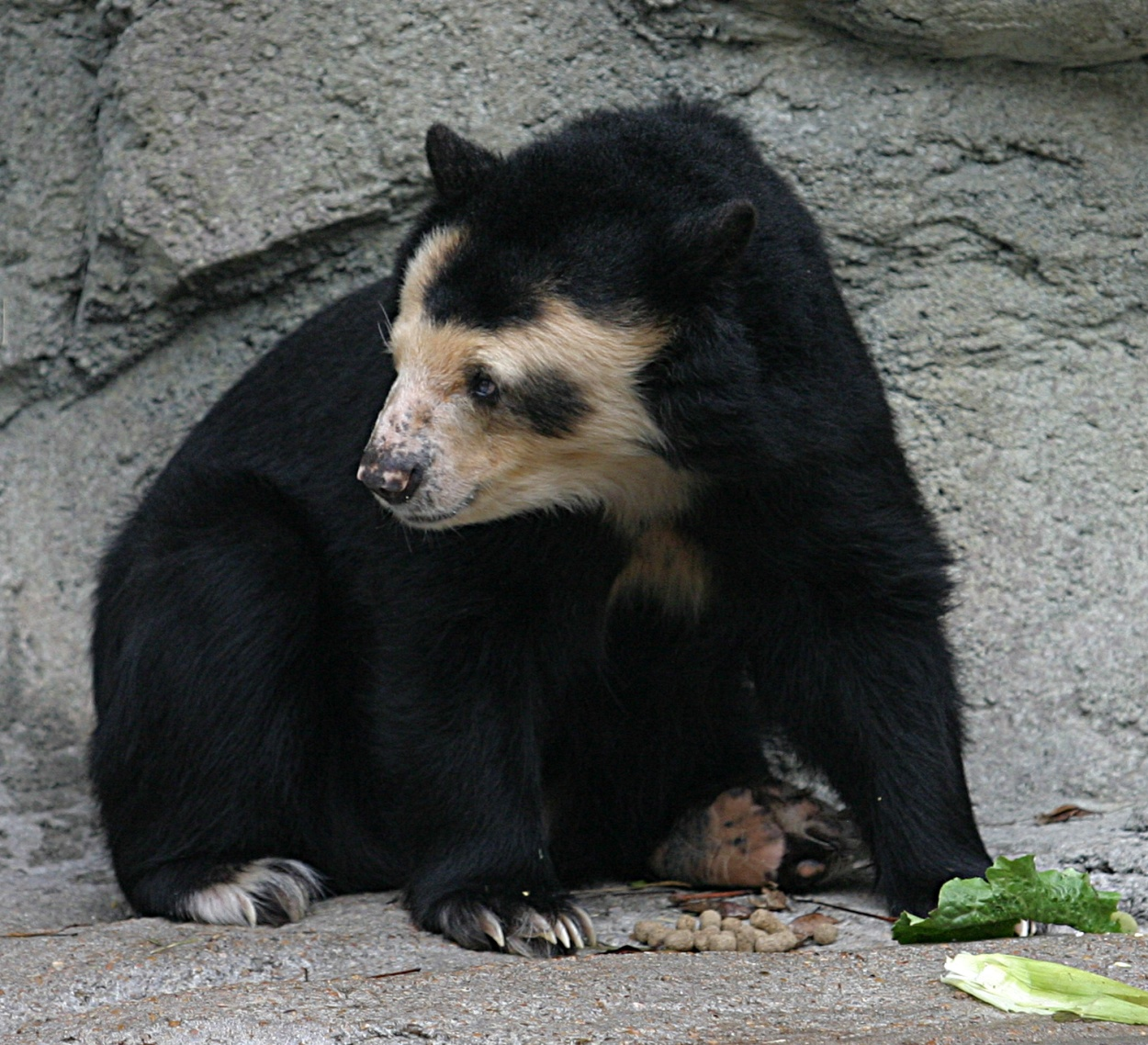
Medvěd brýlatý v Houstonské ZOO

Medvěd brýlatý žije v horách na severozápadě Jižní Ameriky v nadmořské výšce 200 až 4750 metrů. Lze ho v přírodě spatřit jen ve Venezuele, v Kolumbii, v Peru, Ekvádoru, v Bolívii a v Chile (výskyt v Argentině je nejistý). Medvěd brýlatý je jediným zástupcem medvědovitých, který žije v Jižní Americe, a zároveň je také jediným z rodu Tremarctos. Tento druh je nejvíce ohroženým druhem medvěda na světě (nepočítáme-li pandu velkou), protože je závislý na deštném pralese a kvůli jeho kácení a přeměňování na zemědělskou půdu utrpěl značnou újmu. Navíc je loven domorodým obyvatelstvem, odhaduje se, že ročně je zabito 180 medvědů. Kromě lesních ploch ho lze také potkat i na travnatých pláních a v křovinách. Celková populace dosahuje 13 000 až 18 000 jedinců.

## Způsob života a potrava
Medvěd brýlatý je typický denní živočich a samotář, ale není příliš teritoriální. Tento druh medvěda si pomocí silných větví staví hnízdo na stromě, kde tráví dost času. Proto se rád zdržuje ve vlhkých lesích, kde nalézá i dostatek potravy. Po pandě velké jde o nejvíce býložravého medvěda. Požírá listy, trávu, kořínky, plody ovoce (především fíky a avokáda). Živí se i medem, bezobratlými, ptáky a menšími savci (králíky, horskými tapíry). Někteří jedinci zabíjejí i dobytek, ale předpokládá se, že spíše požírá mršiny zvířat, která uhynula bez jeho přičinění. Na severozápadě území svého výskytu se živí i mladými palmami, které vyrve ze země i s kořenem. Dovede se ale i vyšplhat až do koruny dospělé palmy, na které jí ořechy a listy. V sušších oblastech požírá kaktusy. Jelikož v hojné míře pojídá i zemědělské plodiny, zvláště kukuřici, je v některých oblastech považován za škůdce.

## Rozmnožování
Tito medvědi se páří ve velmi odlehlých končinách, které jsou velmi těžko dostupné, takže se toho neví mnoho, ale ví se, že samice přivádějí svá 1–4 mláďata (v průměru 2) na svět v prosinci až v únoru po asi 160 až 255denní březosti. Ta jsou při narození slepá a křehká, takže je samice při jakýchkoliv známkách nebezpečí zuřivě brání, podobně jako samice jiných druhů medvědů. Poté, co mláďata povyrostou, jsou velmi hravá a pořád vylézají na okolní stromy nebo skály. U matky se zdržují ještě asi tak rok, než vyrostou tak, že se postarají sama o sebe. Pohlavně dospějí ve 2 letech života. Věk dožití v přírodě je neznámý, v zajetí to může být až 36 let.